# Los Pumares (Miera)
Los Pumares es una localidad del municipio cántabro de Miera, en España. Tenía en 2008 una población de 31 habitantes (INE). Se encuentra a 440 m s. n. m. y dista medio kilómetro de La Cárcoba, capital municipal.
- Datos: Q9024138